# Nuclează
Nucleazele reprezintă o clasă de enzime care degradează moleculele de ADN sau ARN prin ruperea legăturilor fosfato-diesterice care unesc nucleotidele adiacente.
 
Nucleazele se împart în endonucleaze și exonucleaze, deși unele enzime fac parte din ambele categorii. Două nucleaze des întâlnite sunt deoxiribonucleaza și ribonucleaza.

## Introducere
La sfârșitul anilor 60, savanții Stuart Linn și Werber Arber au descoperit două enzime produse the Escherichia coli, responsabile pentru oprirea creșterii bacteriofagilor.. Una dintre aceste enzime adaugă o grupare metil ADN-ului, generând ADN metilat, în timp ce a doua enzimă taie ADN-ul nemetilat în mai multe locuri. Primul tip de enzimă se numește metilază, iar al doilea tip se numește nuclează de restricție.

## Nucleaze specifice secvențelor ADN
H.O. Smith, K.W. Wilcox și T.J. Kelley, în timp ce lucrau la Universitatea Johns Hopkins în anul 1968, au izolat și caracterizat prima nuclează de restricție a cărei funcție depindea de o secvență specifică de ADN. Ei au lucrat cu bacteria Haemophilus influenzae și au izolat o enzimă numită Hind II, care taie întotdeauna moleculele de ADN într-un loc specific caracterizat de șase nucleotide.
| Enzimă                   | Sursă                  | Secvență de recunoaștere | Tăiere                |
| ------------------------ | ---------------------- | ------------------------ | --------------------- |
| HindII                   | Haemophilus influenzae | 5' GTYRAC 3' CARYTG      | 5' GTY RAC 3' CAR YTG |
| R = A sau G; Y = C sau T |                        |                          |                       |

Ei au descoperit că enzimele Hind II taie întotdeauna ADN-ul în mijlocul acestei secvențe de șase nucleotide. Un aspect foarte important este faptul că Hind II taie molecula de ADN numai în acest loc.
Hind II este doar un exemplu de enzimă din clasa nucleazelor de restricție. Mai mult de 900 de enzime de restricție au fost izolate din mai mult de 230 de tipuri de bacterii de la prima descoperire a Hind II.